# التحام العظم
الاندماج أو الالتحام العظمي، هو مصطلح مشتق من اللغتين اليونانية واللاتينية. المصطلح يدل على الرابطة البنائية والوظيفية المباشرة الناشئة بين خلايا العظم الحية وسطح الغرسة الصناعية الحاملة. مفهوم الاندماج العظمي أدى إلى نهضة في مجال العلوم الطبية واستبدال المفاصل بالإضافة إلى غرسات (زرعات) الأسنان والأطراف الصناعية لمبتوري الأطراف.

## التعريف
الاندماج العظمي يعرف أيضاً على أنه عملية نشوء واجهة مباشرة بين الغرسة والعظم. بدون تدخل الأنسجة الرخوة. الغرسة المندمجة بالعظم هي نوع من الغرسات الذي يعرف ب «غرسة بطانة العظم المحتوية على مسامات للسماح بهجرة الخلايا العظمية والنسيج الضام الداعم». عند تطبيق هذا المصطلح على زراعة الأسنان، فإن هذا يشير إلى نمو العظم على سطح الغرسة أو الزرعة مباشرة بدون اعتراض الأنسجة الرخوة. لا وجود لندبة، غضروف، أو أنسجة رابطة بين العظم وسطح الغرسة. يمكن التأكد من وجود هذه الرابطة المباشرة بين العظم وسطح الغرسة باستخدام المجهر الإلكتروني.
ويمكن أيضا تعريف الاندماج العظمي على أنه:
1. اندماج العظم: هو الرابطة المباشرة بين نسيج العظم ومادة بلاستيكية خاملة من دون تدخل النسيج الضام.
2. العملية والرابطة المباشرة الناشئة بين سطح المادة داخلية المنشأ ونسيج العظم للعائل من دون تدخل النسيج الضام.
3. السطح الفاصل بين المادة الصناعية والنسيج العظمي.

## التاريخ

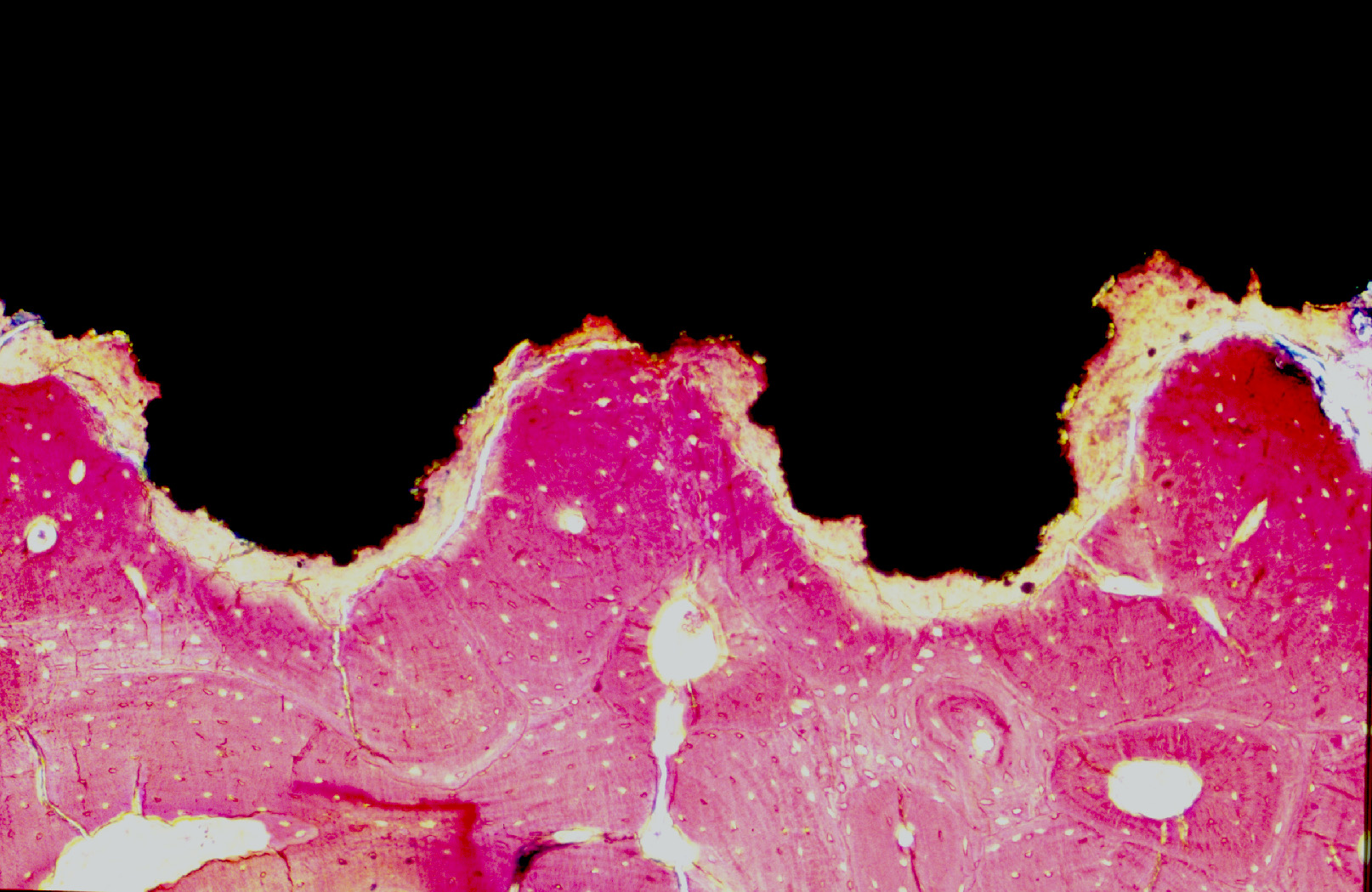
غرسة تيتانيوم(الأسود) مغروسة في العظم(الأحمر)

لقد تم ملاحظة الاندماج العظمي أولاً من قبل بوث، بيتون ودافينبورت سنة 1940.
بوث وآخرون كانوا أول من قام بزراعة التيتانيوم في الحيوانات ولاحظوا مقدرة التيتانيوم على الاندماج مع العظم.
بوث وآخرون لاحظوا أن نتيجة لطبيعة عنصر التيتانيوم، قوته، وصلابته، لديه امكانات كبيرة ليتم استخدامه كمادة بديلة في المستقبل.
الاندماج العظمي شرح لاحقاً من قبل غوتليب فينثال سنة 1951. فينثال قام بوضع مسامير التياتنيوم في عظم الفخذ لفئران التجارب ولاحظ بعد مرور 6 اسابيع، أن المسامير كانت مشدودة أكثر مما كانت عليه عندما وضعت أولا، بعد 12 أسبوع، واجه صعوبة أكثر في إزالة المسامير، وفي نهاية الأسبوع السادس عشر، المسامير كانت شديدة الإحكام لدرجة أن أحد المحاولات لفك المسمار أدت إلى كسر في عظم الفخذ. كشفت الفحوصات المجهرية للهيكل العظمي غياب التفاعل مع الغرسة أو الزرعة. التَّربُّق أو التّحجُّز بدى طبيعي للغاية."
التفاعلات التي وصفت من قبل فينثال وبوث، تم تعريفها لاحقاً بـ الاندماج العظمي من قبل بير انجفار برونمارك سنة 1952. برونمارك السويدي أجرى تجربة استخدم فيها زرعات تيتانيوم لدراسة تدفق الدم لعظام الأرانب. في ختام التجربة، عندما حان الوقت لإزالة زرعات التيتانيوم من العظم، لاحظ أن الزرعات كانت مندمجة تماماً مع العظم لدرجة أنه لا يمكن فكها عن العظم. برونمارك أطلق تسمية «الاندماج العظمي» على هذه الظاهرة، وكمن سبقه من العلماء لاحظ أيضاً إمكانية استخدام التيتانيوم في المستقبل.
بداية تطبيق مفهوم الاندماج العظمي في طب الأسنان كانت في منتصف ستينيات القرن الماضي، 1960, نتيجة لاستنتاجات برونمارك. في سنة 1965 عندما كان برونمارك بروفيسور التشريح في جامعة غوتنبرغ، قام بوضع غرسات الأسنان لأول مريض بشري- غوستا لارسون. هذه المريضة كانت تعاني من الشق أو الفلح الحنكي وكانت بحاجة إلى الغرسات لتدعيم سدادة الشق الحنكي. غوستا توفيت سنة 2005, والغرسات أثبتت نجاحها خلال ال 40 عاما.
في منتصف ال 1970, دخل برونمارك في شراكة تجارية مع شركة بروفوس السويدية لتصنيع غرسات الأسنان وباقي الأدوات المطلوبة في عملية الزراعة أو الغرس. لاحقاً قامت شركة بروفوس بفتح فرع فارما نوبل المتخصص بصناعات الغرسات. شركة فارما نوبل تسمى حالياً فارما بايوكير.أمضى برونمارك 30 عاما في صراع مع اللجنة العلمية ليتم طرح مفهوم الاندماج العظمي كطريقة علاجية، وكان برونمارك يتعرض في السويد إلى السخرية الواضحة خلال المؤتمرات العلمية. اضطر برونمارك لاحقاً إلى فتح عيادته الخاصة لعلاج المرضى بعد أن امتنعت جامعته عن تمويل أبحاثه. لاحقاً، بدأت مجموعة من الأكاديميين الشباب في ملاحظة عمل برونمارك في السويد، حيث أن جورج زارب الكندي كان ذو دور فعال في انتشار مفهوم الاندماج العظمي عالميا. يعد مؤتمر تورونتو المنعقد في سنة 1983 نقطة التحول، حيث أقر المجمع العلمي العالمي عمل برونمارك. يعد الاندماج العظمي في يومنا هذا طريقة علاجية شائعة جداً مع امكانية عالية لتنبؤ النتائج.

## آلية الاندماج العظمي
الاندماج العظمي يعد عملية ديناميكية حيث أن صفات الغرسة تلعب دوراً مهماً في التأثير على السلوكيات الجزيئية والخلوية. مصطلح الاندماج العظمي يشير إلى الرابطة الناشئة بين العظم ومعدن التيتانيوم أو التيتانيوم المغطى ب فوسفات الكالسيوم على وجه خاص، بالرغم من أن الاندماج مع العظم لوحظ مع أنواع أخرى من المعادن. كان يعتقد في السابق أن اندماج أو التحام زرعات التيتانيوم مع العظم يعتمد على الاستقرار الميكانيكي أو الرابط البيني.
و كان يعتقد أن الغرسات المغطات بفوسفات الكالسيوم تلتحم مع العظم من خلال الروابط الكيميائية. أثبت لاحقاً أن كلا زرعات التيتانيوم والزرعات المغلفة بفوسفات الكالسيوم تندمج مع العظم من خلال الروابط الكيميائية، إما عن طريق الاتصال المباشر بين ذرات الكالسيوم والتيتانيوم، أو عن طريق الربط إلى طبقة تشبه الملاط (الإسمنت) بين سطح الغرسة والعظم. بالرغم من وجود بعض الاختلافات إلا أن آلية الاندماج العظمي مشابه لالتئام العظم.

## التقنية
تم استخدام مواد متنوعة للغرسات المندمجة بالعظم كالمعادن، السيراميك، المواد البوليمرية، وبشكل خاص التيتانيوم.
و حتى تسمى العملية بالاندماج العظمي يجب أن يكون الارتباط مع العظم بنسبة 100%. باختصار، الغرسة تعتبر مندمجة عظمياً عندما تكون خالية من أي أعراض سريرية ومثبتة بإحكام حيث لا يمكن تحركيها، على أن تبقى على هذه الحالة في العظم بعد التحميل الوظيفي.
الوقت اللازم لشفاء الغرسة والاستقرار الأولي تعتبر من خصائص الغرسات. على سبيل المثال، الغرسات التي تمتلك شكل شبيه بالمسمار تحقق درجات عالية من الاستقرار الأولي من خلال عمل المسمار ضد العظم. بعد وضع الغرسة في العظم، عملية الشفاء تأخذ عدة اسابيع إلى أشهر قبل أن تصبح الغرسة مندمجة تماماً بالعظم المحيط. أول دليل للاندماج يمكن ملاحظته بعد بضعة أسابيع، إلا أن عملية الاندماج المتين والقوي تحتاج لعدة أشهر أو ربما سنوات. ينتج عن الغرسات الشبيهة بالمسمار ارتشاف للعظم المحيط يليه عملية إعادة تشكيل ونمو للعظم المحيط بالغرسة.
الغرسات ذات التصميم الشبيه بالهضبة تخضع لأسلوب مختلف من عملية التعظَم. على خلاف الغرسات الشبيهة بالمسمار، فإن الغرسات الشبيهة بالهضبة تكون عظم جديد على سطع الغرسة.
على الرغم من أن السطح المندمج عظمياً يصبح مقاوماً للصدمات الخارجية مع مرور الوقت، إلا أنه يمكن تدميره من خلال المنبهات الخارجية طويلة الأمد والإفراط بالتحميل، وهذا ينجم عنه فشل في الغرسة.
أثبتت الدراسات أن غياب الحركات المتناهية الصغر بين العظم وسطح الغرسة كان ضرورياً لتمكين الاندماج العظمي بالشكل السليم. وقد لوحظ أيضاً وجود عتبة حرجة للحركة المتناهية الصغر، إذا تجاوزت الحركة هذه العتبة يكون الشفاء بتكون غلاف ليفي محيط بالغرسة بدلاً من الاندماج العظمي.
المضاعفات قد تنشأ حتى في غياب المؤثرات الخارجية، إحدى هذه المشاكل متمثلة بتكون طبقة من الإسمنت أو الملاط. في الحالة الطبيعية غياب طبقة الملاط تمنع الكولاجين من الارتباط بسطح الغرسة وهذا نتيجة غياب الخلايا المسؤولة عن تصنيع الملاط. إلا أن وجود هذه الخلايا ينتج عنه تكون طبقة من الملاط محيطة بالغرسة، وبالتالي نشوء رابطة وظيفية مع الكولاجين.

## التقدم في هندسة المواد: رغاوي المعادن
منذ سنة 2005, قام عدد من المصنعين بتقديم منتجات جديدة متمثلة بالمعادن ذات المسامات.
حيث أن الدراسات التي أجريت على الثدييات أثبتت أن هذه المسامات تسمح بنمو شبكات أوعية دموية في داخلها، مثال على هذه المعادن، رغاوي التيتانيوم.

## تطبيقات الاندماج العظمي
- غرسات الأسنان تعد المجال الرئيسي للتطبيق إلى يومنا هذا.
- تدعيم الأجزاء الصناعية كالعين، الأنف، والأذنين
- الأطراف الصناعية[33]
- أجهزة السمع
- استبدال الركبة والمفاصل